# Max Klein
Pour les articles homonymes, voir Klein.
Max Klein (en hongrois Klein Miksa, né le 27 janvier 1847 à Gönc et mort le 6 septembre 1908 à Berlin) est un sculpteur hongrois.

## Biographie
Max Klein naît le 27 janvier 1847 à Gönc. 
Il suit une formation d'horloger entre 1859 et 1864 puis travaille pendant 18 mois à Pest (aujourd'hui Budapest) avec le sculpteur hongrois Szandház (? 1824-1892), qui réalise des figures funéraires. En 1865, l'Association des artistes de Pest envoie Max Klein à Berlin, où il suit probablement le cours de base de l'Akademie pendant trois mois. Il travaille alors avec un sculpteur non identifié (peut-être Emil Walsleben). En 1866, Max Klein se trouve à Breslau.
Il reçoit une mention honorable à Paris en 1883 et des médailles à Munich en 1883 et à Berlin en 1890.
Max Klein meurt le 6 septembre 1908 à Berlin.